# قلعة خرغوشي (نارستان)
قلعة خرغوشي (بالفارسية: قلعه خرگوشی) هي قرية تقع في إيران في قسم نارستان الريفي. يقدر عدد سكانها بـ 91 نسمة .